# Пархоменко Ігор
Ігор Пархоменко (нар. 3 липня 1972) — український лучник. Він брав участь в особистих та командних змаганнях серед чоловіків на літніх Олімпійських іграх 2000 року.